# Concistori di papa Callisto II

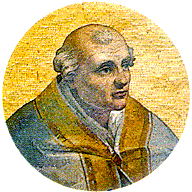
Papa Callisto II

Questa voce raccoglie l'elenco completo dei concistori per la creazione di nuovi cardinali presieduti da papa Callisto II, con l'indicazione di tutti i cardinali creati di cui si hanno informazioni documentarie (35 nuovi cardinali in 8 concistori). I nomi sono posti in ordine di creazione.

## 1119 (I)
- Gregorio Albergati, creato cardinale presbitero di San Lorenzo in Lucina (morto ca. 1126)
- Regnier, creato cardinale diacono (diaconia ignota)

## Gennaio 1120 (II)
- Roberto, creato cardinale presbitero di Santa Sabina (morto nel 1122)
- Adoaldo, creato cardinale presbitero di Santa Balbina (morto ca. 1124)
- Etienne de Bar, creato cardinale diacono di Santa Maria in Cosmedin (morto nel dicembre 1163); beato
- Ponzio di Melgueil, O.S.B.Clun., creato cardinale diacono (diaconia ignota) (morto nel dicembre 1125 o 1126)
- Baialardo, creato cardinale diacono (diaconia ignota) (morto tra aprile 1130 e 1144)

## Dicembre 1120 (III)
- Gregorio, creato cardinale presbitero di Santa Prisca (morto verso maggio 1121)
- Aymery de la Châtre, Can.Reg.Lat., creato cardinale diacono di Santa Maria Nuova (morto nel maggio 1141)
- Stefano, creato cardinale diacono di Santa Maria in Domnica (morto ca. 1122)
- Gionata, junior, creato cardinale diacono dei Santi Cosma e Damiano
- Gerardo, creato cardinale diacono di Santa Lucia in Septisolio (morto verso aprile 1129)
- Gualtiero, creato cardinale diacono di San Teodoro (morto alla fine del 1121 o prima del 1125)
- Gregorio, creato cardinale diacono dei Santi Vito e Modesto (morto prima di febbraio 1130)

## 1120 (mese ignoto) (IV)
- Luigi Lucidi, creato cardinale presbitero di San Clemente
- Atto, creato cardinale presbitero (titolo ignoto)

## Dicembre 1121 (V)
- Gilles de Paris, O.S.B.Clun., creato cardinale vescovo di Frascati (morto verso marzo 1139)
- Roberto, creato cardinale presbitero di Sant'Eusebio (morto verso aprile 1123 o prima del 1127)
- Pietro, creato cardinale presbitero di Santa Prisca (morto nel 1122)

## 1121 (mese ignoto) (VI)
- Gregorio, creato cardinale diacono di San Teodoro

## Dicembre 1122 (VII)
- Guillaume, creato cardinale vescovo di Palestrina (morto verso dicembre 1139)
- Teobaldo Boccapecora, creato cardinale presbitero di Sant'Anastasia; eletto Papa col nome di Celestino II il 15 dicembre 1124, al fine di prevenire uno scisma, rinunciò al pontificato in favore di Onorio II; non essendo stato consacrato o intronizzato, il suo nome non appare nella lista ufficiale dei papi, né tanto meno può essere considerato un antipapa. Guido Guelfucci avrebbe scelto per sé il nome pontificale di Celestino II nel 1143.
- Gerardo Caccianemici dell'Orso, Can.Reg. S. Maria di Reno; creato cardinale presbitero di Santa Croce in Gerusalemme; eletto papa con il nome di Lucio II il 9 marzo 1144; morto nel febbraio 1145
- Pietro, creato cardinale presbitero dei Santi Nereo ed Achilleo (morto ca. 1128)
- Gregorio Conti, creato cardinale presbitero dei Santi XII Apostoli; eletto Antipapa Vittore IV a metà marzo 1138; dopo aver rinunciato alle sue pretese grazie a san Bernardo da Chiaravalle e aver reso omaggio a Papa Innocenzo II, venne da questi restaurato nella dignità cardinalizia nel maggio 1138 (morto ca. 1140)
- Pietro Cariaceno, creato cardinale presbitero dei Santi Silvestro e Martino ai Monti (morto ca. 1138)
- Giovanni Dauferio, creato cardinale diacono di San Nicola in Carcere (morto ca. 1135)
- Gregorio Tarquini, creato cardinale diacono dei Santi Sergio e Bacco (morto tra giugno e settembre 1145)
- Uberto, creato cardinale diacono di Santa Maria in Via Lata (morto ca. 1125)
- Matteo, creato cardinale diacono di Sant'Adriano al Foro (morto ca. 1138)
- Gregorio, creato cardinale diacono di Santa Lucia in Septisolio (morto ca. 1130)
- Angelo, creato cardinale diacono di Santa Maria in Domnica

## 1123 (VIII)
- Johannes, creato cardinale presbitero dei Santi Giovanni e Paolo (morto ca. 1125)
- Ugo Lectifredo, creato cardinale presbitero di San Vitale (morto alla fine del 1140)

## Fonti
- (EN) Current and historical information about the Bishops and Dioceses of the Catholic Hierarchy around the world, su catholic-hierarchy.org.
- (EN) Salvador Miranda, Callistus II, su fiu.edu – The Cardinals of the Holy Roman Church, Florida International University. URL consultato il 27 luglio 2015.